# Дульдургинський район
Дульдурги́нський район (рос. Дульдургинский район) — район у складі Забайкальського краю Російської Федерації, є одним із трьох районів Агінського Бурятського округу.
Адміністративний центр — село Дульдурга.

## Населення
Населення — 14217 осіб (2019; 15350 в 2010, 15316 у 2002).

## Адміністративний поділ
Район адміністративно поділяється на 10 сільських поселень:
| Поселення                         | Площа, км² | Населення, осіб (2002) | Населення, осіб (2010) | Населення, осіб (2019) | Центр     | Населені пункти |
| --------------------------------- | ---------- | ---------------------- | ---------------------- | ---------------------- | --------- | --------------- |
| Алханайське сільське поселення    | 1372,99    | 1101                   | 1140                   | 945                    | Алханай   | 3               |
| Ара-Ілинське сільське поселення   | 148,18     | 349                    | 339                    | 301                    | Ара-Іля   | 1               |
| Бальзінське сільське поселення    | 2506,30    | 1043                   | 1031                   | 968                    | Бальзіно  | 2               |
| Дульдургинське сільське поселення | 84,56      | 6382                   | 6651                   | 6483                   | Дульдурга | 1               |
| Зуткулейське сільське поселення   | 632,70     | 1806                   | 1688                   | 1417                   | Зуткулей  | 4               |
| Ілинське сільське поселення       | 440,05     | 390                    | 316                    | 300                    | Іля       | 1               |
| Таптанайське сільське поселення   | 843,66     | 848                    | 803                    | 734                    | Таптанай  | 3               |
| Токчинське сільське поселення     | 308,82     | 1151                   | 1210                   | 1127                   | Токчин    | 3               |
| Узонське сільське поселення       | 465,61     | 1183                   | 1167                   | 1058                   | Узон      | 4               |
| Чиндалейське сільське поселення   | 382,85     | 1063                   | 1005                   | 884                    | Чиндалей  | 3               |

## Найбільші населені пункти
| №  | Населений пункт | Населення, осіб (2002) | Населення, осіб (2010) |
| -- | --------------- | ---------------------- | ---------------------- |
| 1  | Дульдурга       | 6382                   | 6651                   |
| 2  | Зуткулей        | 1806                   | 1688                   |
| 3  | Токчин          | 1151                   | 1210                   |
| 4  | Узон            | 1183                   | 1167                   |
| 5  | Алханай         | 1101                   | 1140                   |
| 6  | Чиндалей        | 1063                   | 1005                   |
| 7  | Бальзіно        | 813                    | 829                    |
| 8  | Таптанай        | 840                    | 794                    |
| 9  | Ара-Іля         | 349                    | 339                    |
| 10 | Іля             | 390                    | 316                    |